# Pirata tenuisetaceus
Pirata tenuisetaceus este o specie de păianjeni din genul Pirata, familia Lycosidae, descrisă de Chai, 1987. Conform Catalogue of Life specia Pirata tenuisetaceus nu are subspecii cunoscute.